# 溝下司朗
溝下 司朗（みぞした しろう、1949年 - ）は、日本のバレエダンサー、バレエ指導者である。1970年にチャイコフスキー記念東京バレエ団に入団し、1977年にプリンシパルに昇格した。1983年に同バレエ団の芸術監督に就任して2004年の秋までその職を務め、2005年9月に同バレエ団を退団した。東京バレエ団在団中は数々のレパートリーで重要な役を踊り、とりわけフェリックス・ブラスカ振付『タムタム』は最大の当たり役であった。
1986年に初演されたモーリス・ベジャール振付『ザ・カブキ』では鷺坂伴内役を踊るとともにベジャールの振付を補佐したのを始め、ジョン・ノイマイヤー、イリ・キリアン、ピエール・ラコットなど著名な振付家とのコラボレーションを行って東京バレエ団のレパートリーの拡大と実力向上に成果を上げた。東京バレエ団を離れた後は、Kバレエカンパニーなどで後進の指導にあたっている。

## 経歴
神戸市出身。8人兄妹の7番目として生まれ、幼少時から踊りが大好きな子供であった。小学校2、3年生の頃の作文では「踊り子になりたい」と書いていたほどで、テレビでは踊りの番組しか見ず、雑誌も舞踊の記事を探し回って読んでいたという。
初めてバレエのレッスンを受けたのは14歳のときで、正式に始めたのは15歳になってからであった。神戸で東京バレエ団の公演『まりも』を見て感動し、18歳で上京した。上京後は小林恭バレエ団に入団したがのちに退団した。溝下はかつて東京バレエ団で当時の主力ダンサーだった北原秀晃の舞台を観て彼を尊敬していたため、1970年に20歳で東京バレエ団に入団し、北原の指導を受けた。1977年に『エチュード』（ハラルド・ランダー振付）の東京バレエ団初演でエトワールに抜擢され、同年プリンシパルに昇格した。
溝下は舞踊の技巧と表現力の双方に優れ、『かぐや姫』の太郎、『眠れる森の美女』の青い鳥、『白鳥の湖』の道化など東京バレエ団の多岐にわたるレパートリーで重要な役を踊った。とりわけフェリックス・ブラスカ振付『タムタム』のソロパートは最大の当たり役であり、ボリショイ劇場やシャトレ座など東京バレエ団の海外公演でも好評を持って迎えられた。溝下自身も『タムタム』に思い入れがあり、「この作品はすごくいいですよ」と発言している。
溝下が30歳のとき、北原が東京バレエ団を退団することになった。溝下も8か月間ほど東京バレエ団を離れて、他のバレエ団公演にゲストとして出演していた。その頃東京バレエ団はモーリス・ベジャールの作品を初上演することになったため、溝下に『ボレロ』への出演を依頼した。溝下は『ボレロ』上演直後の1983年2月に、東京バレエ団の芸術監督に就任することになった。かつて溝下は自分には指導力がないと思っていたといい、教える側に立つのは大嫌いだった。芸術監督になったときはプレッシャーのようなものは特になかったが、北原が去った後の東京バレエ団の実力などが低下するのは困るという気持ちがあった。
芸術監督となってからも、溝下は3年ほど現役のダンサーとして踊り、1983年秋にはベジャールの『さすらう若者の歌』を飯田宗孝とともに踊って好評を得た。踊ることをやめたのは、クラシックバレエを上演する際は他のダンサーに指導する立場にあるためにゲネプロまで自分の踊る時間が取れないことから、「踊ってはいけない」と感じたからだという。ただし、ベジャールが『ザ・カブキ』を東京バレエ団に振り付けたときにはダンサーとして鷺坂伴内役を初演すると同時に、振付の補佐にも当たった。このときはベジャールが見せる振付をすぐに覚えてダンサーへの振り移しを行っていたが、その段階ではまだ音楽を聞いていなかった。次の段階で音楽が入ると、すべての動きが音楽と一致していた。ベジャールがスタジオに来ると、その日振り付ける部分の音楽がすべて頭の中に入っていた。ベジャールは朝、ホテルに1人でいるときに振付を行う部分の音楽を必ず1時間か2時間聞くことを実践していた。溝下は作品に対するベジャールの努力に驚いた旨の発言をしている。ベジャールはまた、振り付けた人間に合わないと判断した動きはすぐに変更するなど、個人を大事にしていた。ベジャールも溝下の力量を認めていて、「自分のカンパニーに迎えたい」と高く評価していた。
ベジャール以外にもジョン・ノイマイヤー、イリ・キリアン、ピエール・ラコットなどの著名な振付家とのコラボレーションを重ね、オリジナルを含むレパートリーの拡大とバレエ団の実力向上に成果を上げた。1992年の東京バレエ団ロシア公演においては、『ラ・シルフィード』のスタイル及びアンサンブルが高く評価されて「指導者の驚異的成果」との賞賛を受けた。溝下は斎藤友佳理、首藤康之、高岸直樹、木村和夫などの東京バレエ団の主力となるダンサーを育て上げた　。とりわけ斎藤は溝下について、「何か大きな壁にぶつかったときも、手を差しのべ、精神的にも救ってくださいます」などと発言し、強い信頼を寄せていた。
2004年秋、東京バレエ団の芸術監督の座を飯田宗孝に引き継ぎ、芸術顧問に就任した。2005年9月に東京バレエ団を離れ、2006年7月にはKバレエカンパニーで後進の指導にあたることになった。Kバレエカンパニーでは上級クラスを担当し、2007年9月、Kバレエスクールの名誉教師に就任した後、2008年9月にはスクール校長となった。2013年9月には校長の座をKバレエカンパニープリンシパルの荒井祐子（元東京バレエ団）に引き継ぎ、スクール最高顧問に就任した。